# Фейри-Бридж

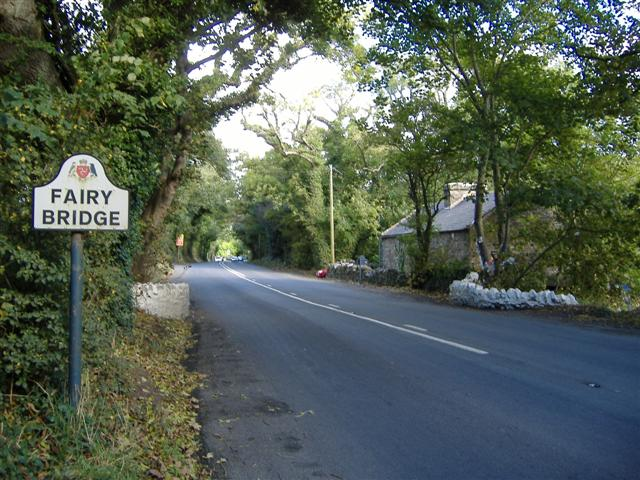
Фейри-Бридж на дороге А5

Fairy Bridge (c англ. «Волшебный мост» или «Мост фей») — небольшой мост через реку Сантон-Берн на острове Мэн. Коронное владение Британской короны.

## Местоположение
- Округ Малу
- Ниже Баллалона-Бридж.
- Соединяет берега реки Сантон-Бёрн.
- 54°06′52″ с. ш. 4°35′43″ з. д.HGЯO

## Суеверия
Существует суеверие, что при пересечении Волшебного моста путнику необходимо приветствовать фей (английский термин для Mooinjer Veggey с гэльск. «Маленькие люди»), в противном случае путника ожидали несчастья. Исторически эти существа никогда не назывались феями на острове Мэн и не ассоциировались с английскими феями.
Есть предположение, что Мост фей находился на границе земель близлежащего Аббатства Рашен. Приветствие является народной памятью о перекрестии при виде распятия, обозначающего границу земель монастыря. Это суеверие, возможно, возникло в XIX веке в этом месте в ответ на большое количество туристов, посещающих остров Мэн.
Автобусы, проезжающие через Фейри-Бридж, делают автоматическое объявление перед тем, как проехать мост, говоря: «Пожалуйста, соблюдайте мэнскую традицию и скажите „Привет, феи“, когда мы пересекаем Фейри-Бридж».
Мотоциклисты ежегодных соревнований «Туристский Трофей» серьёзно относятся к ритуалу обязательного посещения моста. Они считают себя обязанными поприветствовать фей во время пробного заезда, потому что считают, что аварии на дороге могут произойти из-за недовольства и капризности фей. Хорошие результаты гонщика, напротив, говорят об их благосклонности. 
Существует также традиция вешать записки на деревьях около волшебного моста. 

## Точное местоположение моста
Округ Браддан
54°08′15″ с. ш. 4°31′19″ з. д.. Кb1-c3.